# Küstenfluss
Ein Küstenfluss ist ein eher kurzer Fluss, der ins Meer mündet und nicht zu einem größeren Flusssystem gehört. Küstenflüsse sind deutlich kleiner als Ströme und nehmen – außer Bächen – in der Regel keine größeren Nebenflüsse auf. Auf Inseln oder Halbinseln finden sich naturgemäß viele Küstenflüsse, wohingegen sie auf Kontinententalmassen (Ausnahme: Australien) deutlich in der Minderheit sind.

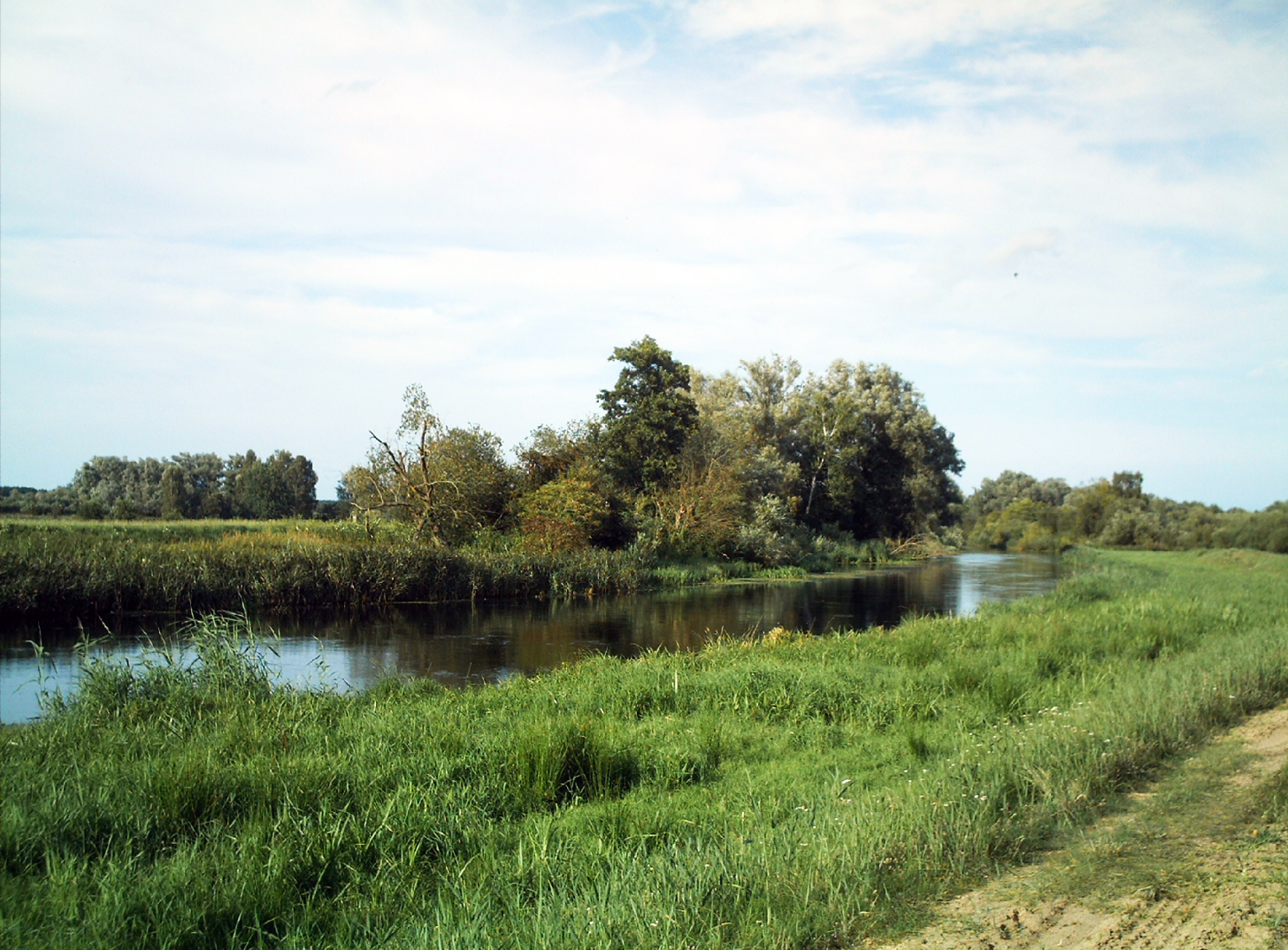
Uecker bei Eggesin, Mecklenburg-Vorpommern

## Abgrenzung
Der Begriff „Küstenfluss“ ist kaum definiert; eine klare Abgrenzung zwischen Bächen, Flüssen und Strömen wird meist vermieden. Einzig für Ströme finden sich Definitionen, die klare Angaben zu Länge, Größe oder Abflussmenge machen – aber auch hier gibt es unterschiedliche Ansätze.
Zwei ältere deutschsprachige, aber unscharfe Definitionen des Begriffs „Küstenfluss“ lauten beispielsweise:

„Als Ströme werden alle größeren Wasserläufe bezeichnet, die unmittelbar ins Meer münden, während kleine derartige Wasserläufe Küstenflüsse genannt werden.“

„Die kleineren Flüsse an der Küste, die ebenfalls unmittelbar in das Meer münden, werden, besonders wenn auf dem Wege vom Ursprung zur Küste kein Gebirgsdurchbruch erfolgt, als Küstenflüsse bezeichnet.“

## Bedeutung
Küstenflüsse sind nicht oder nur auf kurzen Teilstücken im Mündungsbereich schiffbar. Deshalb gibt es an ihren Ufern üblicherweise keine Städte oder Industrieansiedlungen und somit auch nur einen entsprechend geringen Schadstoffeintrag. Sie dienen allerdings oft zur Bewässerung der landwirtschaftlich genutzten Flächen in Ufernähe. Dabei werden Pflanzenschutz- und Düngemittel ausgespült und über die jeweiligen Flüsse abgeführt, was zu Algenwachstum und Sauerstoffarmut führen kann. Da Küstenflüsse in der Regel auch nicht gestaut sind, bilden sie für viele Fisch- und Vogelarten eine Art „Kinderstube“ und ein halbwegs naturbelassenes und deshalb ökologisches Brut- und Rückzugsgebiet. Die auf den ersten Blick eher regionale Bedeutung von Küstenflüssen wandelt sich unter diesem Blickwinkel zu einer überregionalen.

## Beispiele
Beispiele von Flüssen mit einer Länge von maximal 200 Kilometern und einem Entwässerungsgebiet von maximal 10.000 Quadratkilometern.

### Europa (Liste unvollständig)
- Albanien: Bistrica, Erzen, Ishëm
- Belgien: Yser (Flandern)

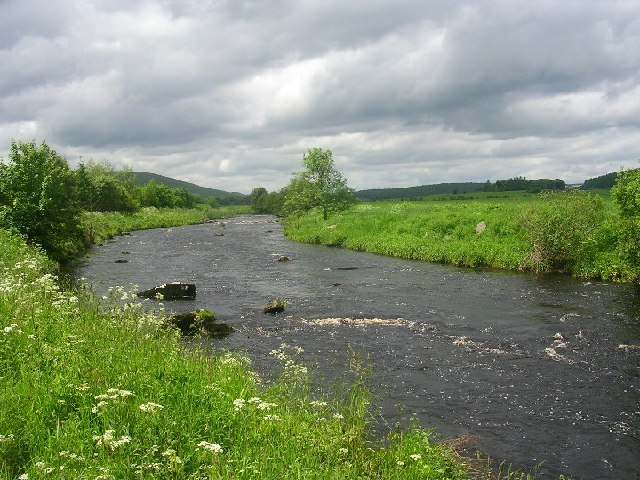
Deveron (Schottland)

- Dänemark: Aarhus Å, Gudenå, Kongeå, Odense Å, Ribe Å, Suså, Vidå
- Deutschland:
  - Nordsee: Arlau, Eider, Jade, Harle
  - Ostsee: Peene, Schwentine, Trave, Uecker, Warnow
- England:
  - Ärmelkanal: Adur, Arun, Avon, River Axe, River Corfe, Cuckmere, River Dart, Exe, River Fowey, River Frome, Lavant, Otter, River Ouse (Ärmelkanal), River Piddle, River Plym, Rother, Sherford River, River Stour, Wey
  - Nordsee: Aln, Coquet, Deben, Esk, Humber, Nene, Orwell, River Stour (Nordsee), Tees, Tweed, Tyne, Wear, Welland, Witham, Yare
  - Irische See: Eden, Dee, River Keer, River Lune, Mersey, Ribble, Wyre
  - Atlantik: River Taw

- Frankreich:
  - Ärmelkanal: Aa, Liane, Ay

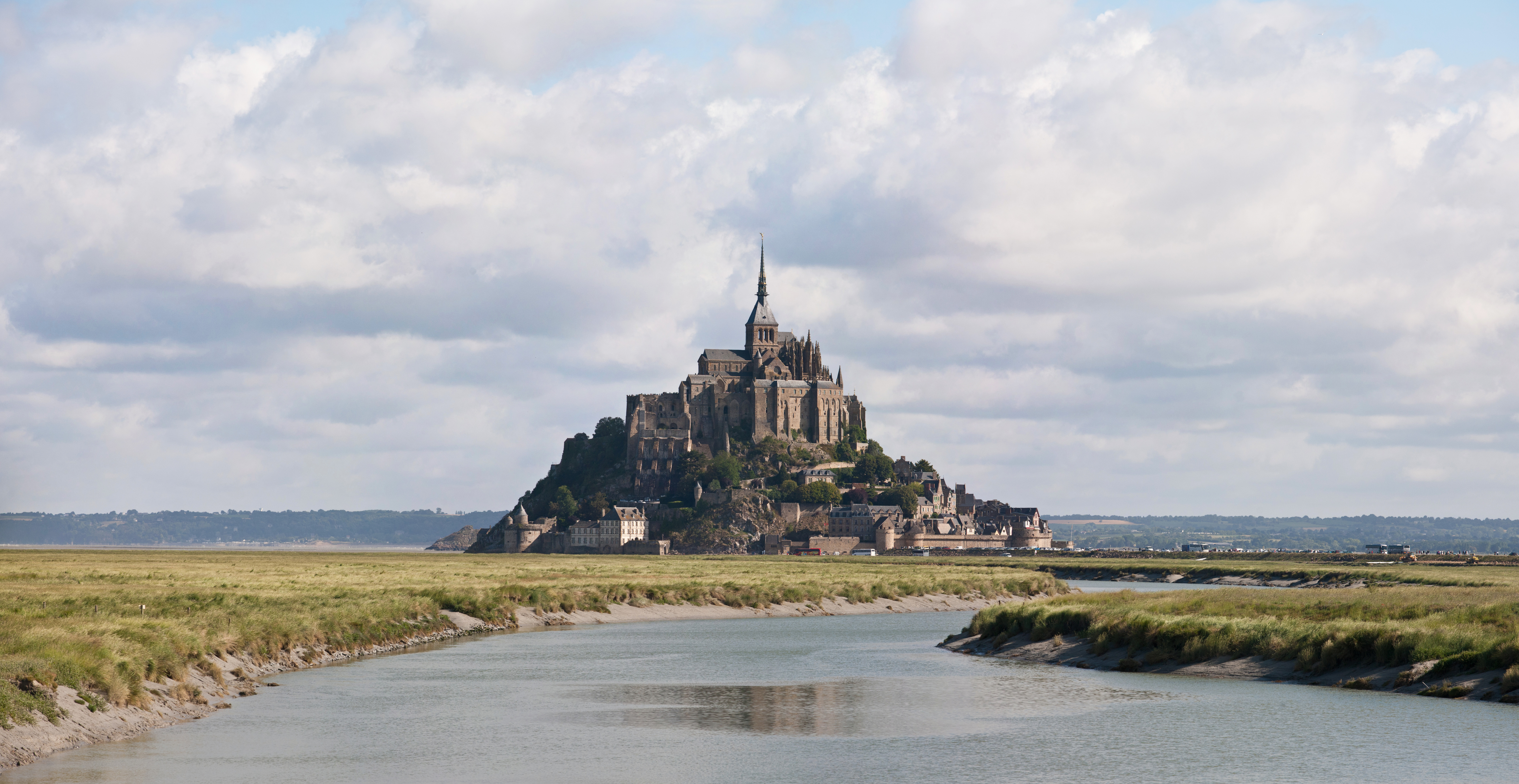
Couesnon in der Bucht des Mont-Saint-Michel, Frankreich

  - Normandie: Scie, Douve, Sienne, Touques, Couesnon
  - Bretagne: Rance, Arguenon, Penzé, Élorn, Aulne, Odet, Aven, Bélon, Blavet
  - Atlantik: Vie, Vertonne, Seudre, Eyre
  - Mittelmeer: Massane, Tech, Têt, Agly, Salaison, Vidourle, Argens, Var
  - Korsika: Solenzara, Prunelli, Gravona
- Griechenland:
  - Ionisches Meer: Acheloos, Acheron, Arachthos, Kalamas, Louros, Neda
  - Golf von Korinth: Asopos, Evinos, Mornos
  - Peloponnes: Alfios, Pamisos, Evrotas, Inachos, Pinios
  - Ägäis: Asopos, Gallikos, Ilisos, Kifisos, Loudias, Mavroneri, Pinios, Rema Pikrodafnis, Sperchios
  - Kreta: Geropotamus, Megalopotamos
- Irland: Blackwater, Bandon, Boyne, Corrib, Erne, Garavogue, Inagh, Liffey, Moy, Lee, Suir
- Italien:
  - Ligurisches Meer: Argentina, Bisagno, Centa, Entella, Magra, Nervia, Polcevera, Serchio, Roya,
  - Tyrrhenisches Meer: Albegna, Alento, Amato, Arno, Bruna, Bussento, Cecina, Cornia, Fiora, Garigliano, Lambro, Marta, Mingardo, Noce, Ombrone, Pecora, Sarno, Sele, Tusciano, Volturno,
  - Ionisches Meer: Agri, Basento, Corace, Crati, Neto, Stilaro,
  - Adria: Bevano, Biferno, Brenta, Esino, Foglia, Isonzo, Lamone, Livenza, Marecchia, Metauro, Pescara, Piave, Reno, Rubikon, Sangro, Sile, Tagliamento, Tesino, Tordino, Tronto, Vomano
  - Sardinien: Coghinas, Flumendosa, Tirso
  - Sizilien: Alcantara, Anapo, Belice, Cassibile, Ciane, Imera Meridionale, Oreto, Platani, Simeto, Tellaro, Torto
- Kroatien: Cetina, Dragonja, Jadro, Krka, Mirna, Neretva, Ombla, Raša, Rječina, Zrmanja
- Norwegen: Altaelva, Audna, Beiarelva, Børselva, Drammenselva, Driva, Eira, Elvegårdselva, Gaula, Haldenvassdraget, Jakobselva, Komagelva, Kvina, Lærdalselva, Lakselva, Lygna, Målselva, Mandalselva, Näätämöjoki, Namsen, Orkla, Otra, Ranelva, Rauma, Reisaelva, Repparfjordelva, Røssåga, Saltelva, Sira, Skibotnelva, Stabburselva, Stjørdalselva, Suldalslågen, Tanaelva, Tovdalselva, Uutuanjoki, Vefsna, Verdalselva, Vosso
- Polen: Stolpe, Persante, Leba, Lupow, Wipper
- Portugal: Alcoa, Antuã, Arade, Ave, Cávado, Lis, Mira, Mondego, Sado, Vouga

- Schottland:

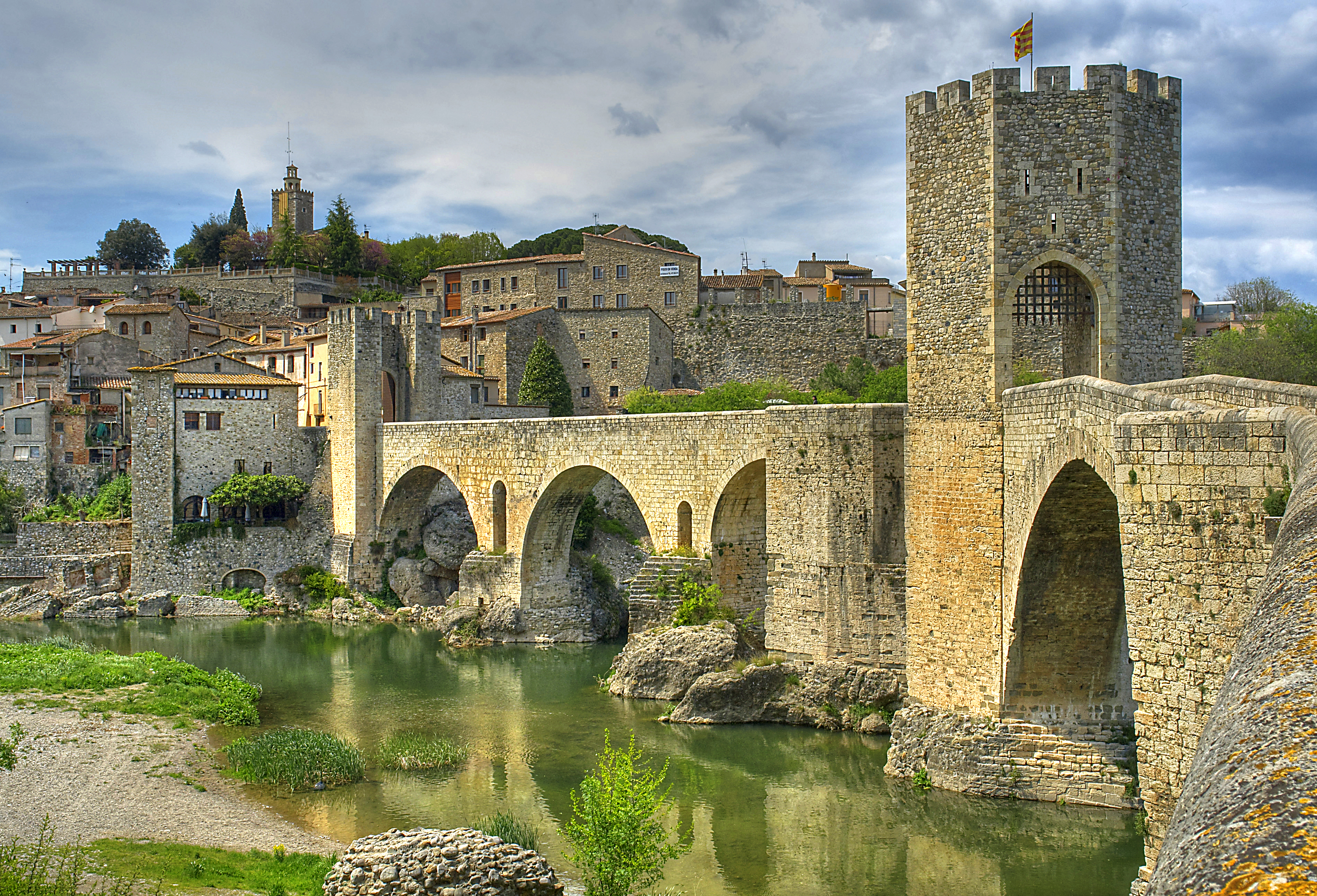
Riu Fluvià bei Besalú, Spanien

  - Nordsee: Brora, Dee, River Don, Eden, Esk, Findhorn, Forth, Helmsdale, Leven, Lossie, Lunan Water, Nairn, Ness, Spey, Tay, Tyne, Water of Leith
  - Atlantik: River Ayr, Clyde, Deveron, Iorsa Water, Irvine, Morar, River Shiel, Thurso
- Spanien:
  - Biscaya: Río Deba, Río Deva, Río Bedón, Río Cabra, Río Navia, Río Nalón, Río Suarón, Río Eo
  - Atlantik: Río Lagares, Río Navia, Río Lérez, Río Tambre, Río Ulla, Río Umia, Río Verdugo
  - Mittelmeer: Riu Fluvià, Río Algar, Río Almanzora, Río Guadalhorce, Río Guadalmina, Río Mijares
- Ukraine: Beresan
- Wales: Afon Cadnant, Afon Glaslyn, Conwy, Dee, Gwendraeth, Mawddach, River Cleddau, River Taff, Tawe, Teifi, Afon Tywi, River Usk, River Wye, Ystwyth

### Asien

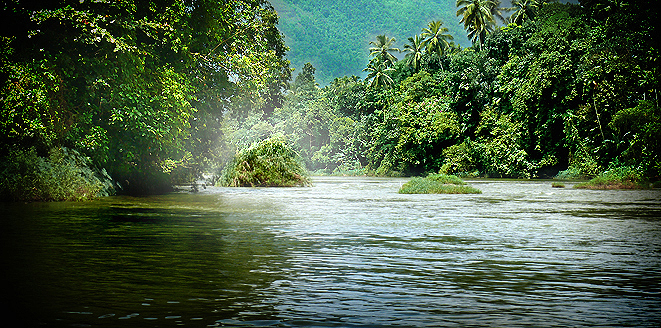
Kelani, Sri Lanka

- Israel: Nachal Alexander, Kischon, Nachal Sorek, Taninim, Yarkon
- Libanon: Litani, Nahr al-Kalb
- Türkei: Aksu Çayı, Altındere, Bakırçay, Batlama, Kleiner Mäander, Köprüçay, Manavgat, Skamandros, Xanthos
- Indien
  - Arabisches Meer: Bharathapuzha, Damanganga, Karamana
  - Golf von Bengalen:
- Sri Lanka: Gal Oya, Kalu, Kelani, Malvathu, Menik Ganga

### Afrika
- Algerien: Sebuse, Budschima, Mafrag, Rhumel, Sawah, Isser, Harrach, Mazafran, Macta, Tafna
- Gambia: Allahein, Kotu, Tanji
- Kamerun: Lobé, Mungo, Wouri
- Marokko:
  - Atlantik: Oued Loukos, Oued Massa, Oued Noun
  - Mittelmeer: Oued Kert, Oued Nekor, Oued Ouringa, Oued M'Ter, Oued Bouchia, Oued Laou

### Amerika
- Argentinien: Río Gallegos
- Belize: Monkey River, New River

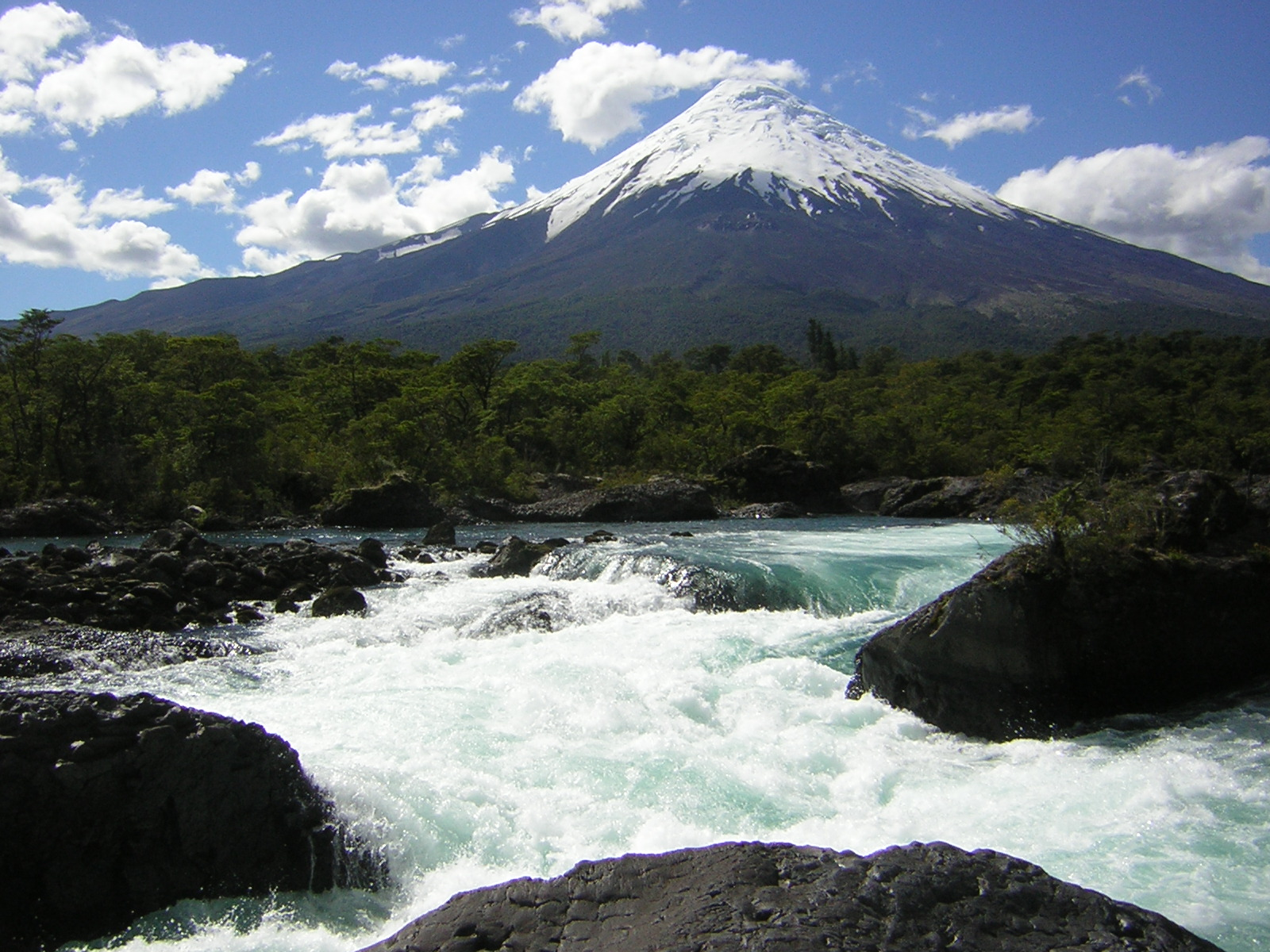
Río Petrohué, Chile

- Chile: Río Aconcagua, Río Aisén, Río Andalién, Río Azopardo, Río Choapa, Río Cisnes, Río Elqui, Río Lluta, Río Mapocho, Río Mataquito, Río Petrohué, Río Toltén
- Costa Rica: Sixaola, Río Tempisque, Río Térraba
- Ecuador: Río Ayampe
- El Salvador: Cara Sucia, Río Grande de San Miguel
- Guatemala: Río Paz, Río Suchiate
- Mexiko:
  - Golf von Mexiko: Río Pánuco
  - Pazifik: Río Ameca, Río Tijuana
- Nicaragua: Río San Juan
- Panama: Chiriquí
- Peru: Río Rímac, Río Virú
- Uruguay:
- Vereinigte Staaten von Amerika: D River

### Australien & Ozeanien
- Australien:

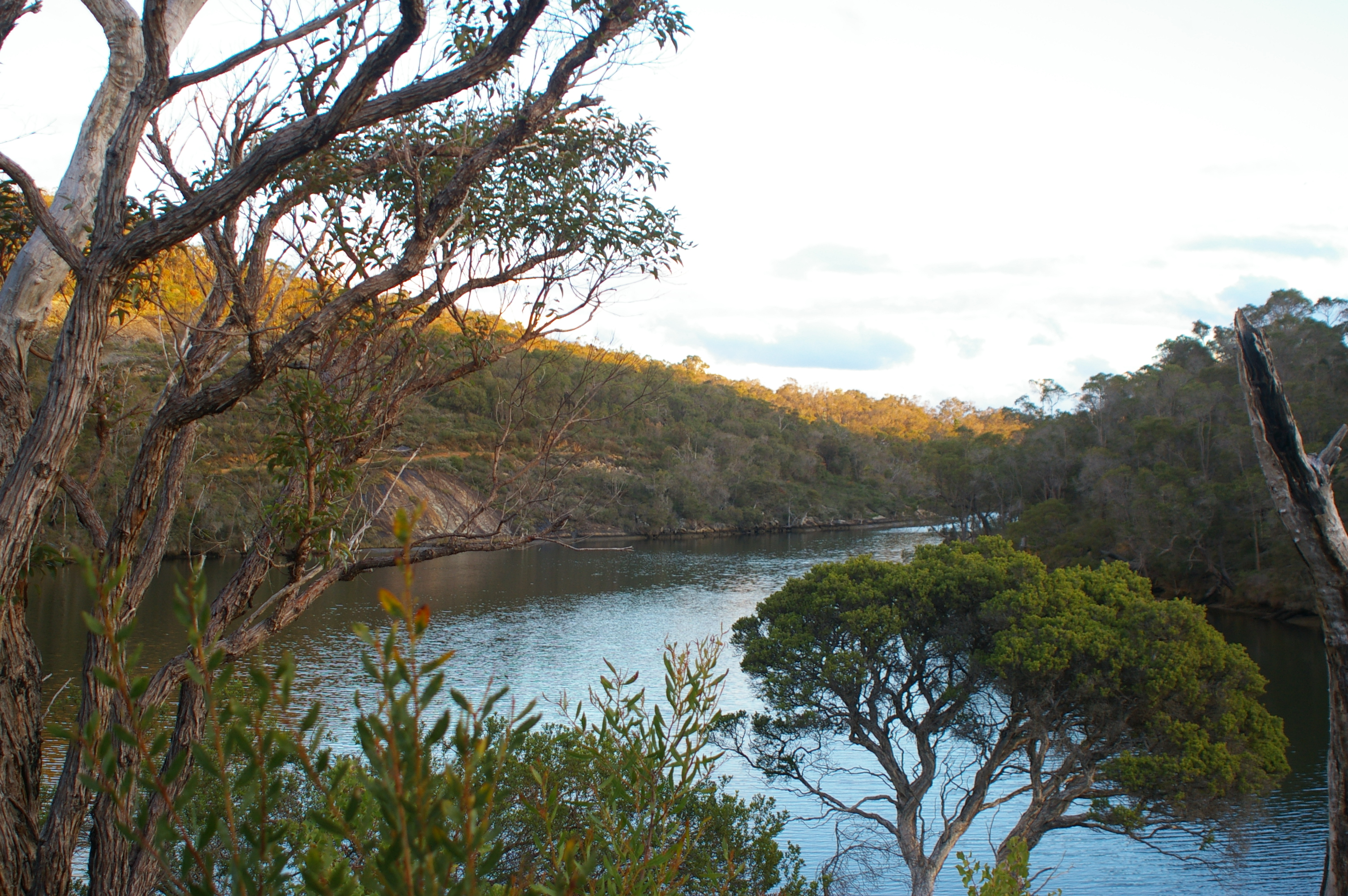
Kalgan River (Western Australia)

  - New South Wales: Bega River, Brunswick River, Clyde River, Georges River, Hastings River, Hawkesbury River, Parramatta River
  - Northern Territory: Adelaide River, Fergusson River, Liverpool River, Wildman River
  - Queensland: Boyne River, Calliope River, Endeavour River, Jardine River
  - South Australia: River Torrens
  - Tasmanien: Arthur River, Cam River, Davey River, Derwent River, Emu River, Forth River, Gell River, Gordon River, Henty River, Huon River, Inglis River, King River, River Leven, Mersey River, Old River, Pieman River, Prosser River, Tamar River
  - Western Australia: Collie River, Kalgan River, Moore River, Swan River, Pentecost River, Gairdner River, Roe River, Serpentine River, Warren River
  - Victoria: Barwon River, Bemm River, Tambo River

- Neuseeland

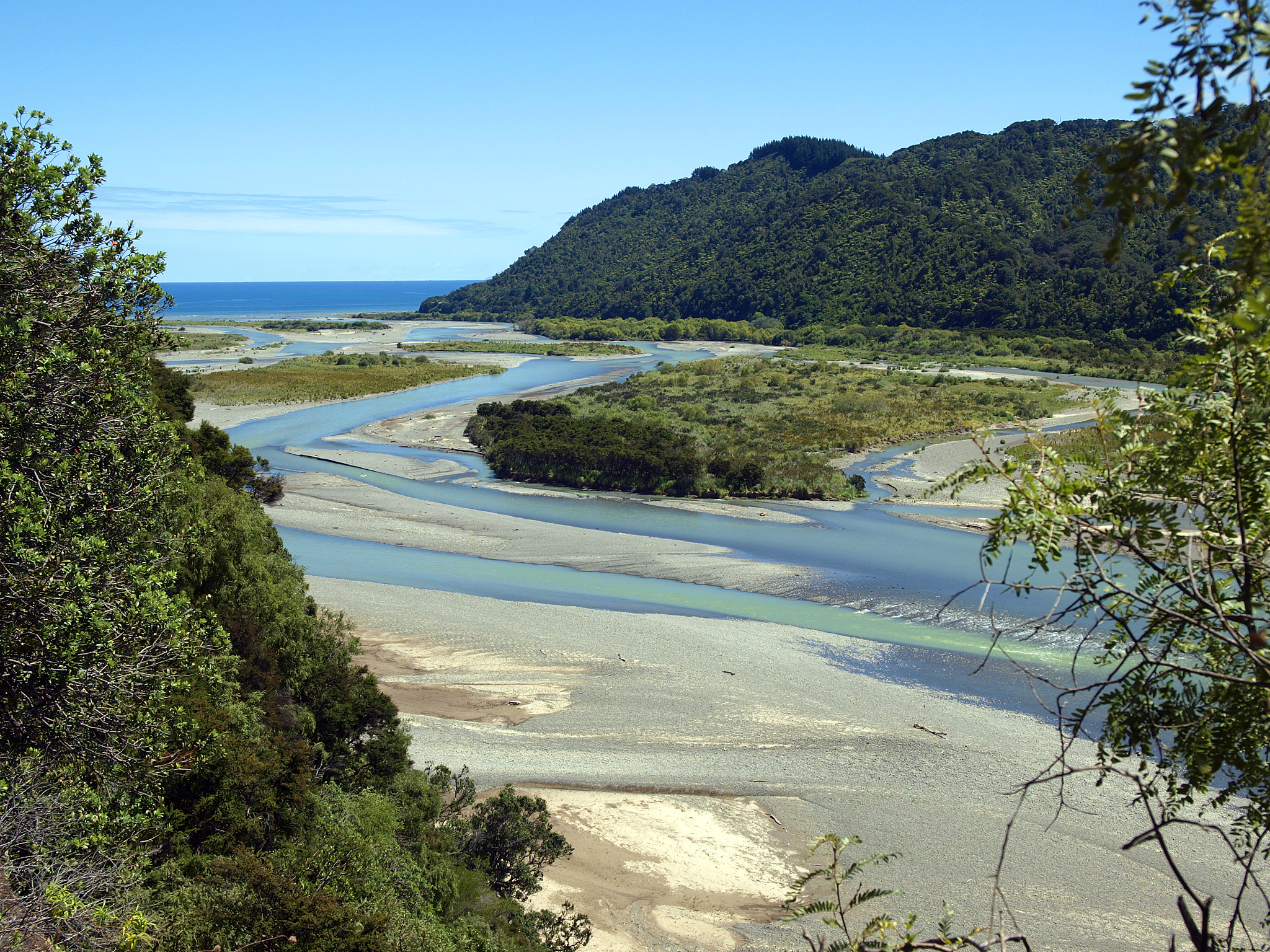
Motu River (Neuseeland)

  - Nordinsel: Awanui River, Awatere River (Gisborne), Hawai River, Kaituna River, Manawatū River, Mohaka River, Mokau River, Motu River, Piako River, Rangitaiki River, Rangitīkei River, Raukokore River, Ruamahanga River, Tarawera River, Te Awa Kairangi / Hutt River, Tukituki River, Ūawa River, Waiapu River, Waihou River (Waikato), Waioeka River, Waipaoa River, Wairoa River (Bay of Plenty), Wairoa River (Hawke’s Bay), Wairoa River (Northland), Waitangi River, Waitara River, Whakatāne River, Whangaehu River
  - Südinsel: Aorere River, Aparima River, Awatere River (Marlborough), Buller River, Catlins River, Waiau Toa / Clarence River, Grey River/Māwheranui, Haast River, Heaphy River, Karamea River, Mataura River, Motueka River, Ōreti River, Pātea River, Te Hoiere / Pelorus River, Rakaia River, Rangitata River, Selwyn River/Waikirikiri, Waihemo / Shag River, Taieri River, Tākaka River, Taramakau River, Tokomairaro River, Waiau Uwha River, Waiau River (Foveaux Strait), Waimakariri River, Waimangaroa River, Wairau River, Waitaki River